# Philipp Kröner
Philipp Kröner (* 25. April 1908 in Bischberg; † 4. Mai 1964 in Erlangen) war ein deutscher katholischer Theologe.

## Leben
Nach seinem Abitur in Bamberg (1929) studierte Kröner an der Philosophisch-Theologischen Hochschule Bamberg und der Albert-Ludwigs-Universität Freiburg Theologie. Während seines Studiums wurde er Mitglied der Studentenverbindung K.D.St.V. Fredericia Bamberg im CV. Kröner war nach seiner Priesterweihe (1934) zunächst Kaplan in Forchheim. Ab 1936 war er im Diözesan-Caritasverband Bamberg tätig und wurde 1943 Diözesan-Caritasdirektor. Von 1961 an war er Landescaritasdirektor und Direktor der Hauptvertretung des Deutschen Caritasverbands in München. Im selben Jahr wurde er auch zum Honorarprofessor an der Universität Erlangen-Nürnberg ernannt. Vom 1. Januar 1962 bis zu seinem Tod war er Mitglied des Bayerischen Senats.

## Publikationen
- Handbuch der Caritas in Bayern: Übersicht über die caritativen Einrichtungen, Landes-Caritasverband Bayern, München, 1954